# Cody Kessel
Cody Kessel (Colorado Springs, 3 dicembre 1991) è un pallavolista statunitense, schiacciatore del Maaseik.

## Carriera

### Club
La carriera di Cody Kessel inizia nei tornei scolastici californiani, giocando con la Cheyenne Mountain HS; dopo il diploma si dedica un anno al volontariato, prendendo parte a diverse iniziative legate alla pallavolo, dopo le quali entra a far parte della squadra di pallavolo maschile della Princeton, partecipando alla NCAA Division I dal 2012 al 2015.
Nella stagione 2015-16 inizia la carriera professionistica in Svizzera, giocando nella Lega Nazionale A con lo Schönenwerd, mentre nella stagione seguente si trasferisce in Germania, ingaggiato dal Lüneburg, club impegnato in 1. Bundesliga dove resta per tre annate. Nella stagione 2019-20 si accasa allo Charlottenburg, con cui vince quattro scudetti, tre Supercoppe tedesche, altrettante Coppe di Germania e due edizioni della Coppa di Lega.
Dopo cinque stagioni con la formazione berlinese, per l'annata 2024-25 viene ingaggiato dalla formazione belga del Maaseik, in Liga A.

### Nazionale
Nel 2015 debutta nella nazionale statunitense in occasione della Coppa panamericana, conquistando in seguito la medaglia d'argento alla NORCECA Champions Cup 2019, dove viene premiato come miglior schiacciatore, e al campionato nordamericano 2019. Nel 2022 vince la medaglia d'argento alla Volleyball Nations League.

## Palmarès

### Club
- Campionato tedesco: 4

2020-21, 2021-22, 2022-23, 2023-24
- Coppa di Germania: 3

2019-20, 2022-23, 2023-24
- Supercoppa tedesca: 3

2019, 2020, 2021
- Coppa di Lega: 2

2022, 2023

### Nazionale (competizioni minori)
- NORCECA Champions Cup 2019

### Premi individuali
- 2015 - All-America Second Team
- 2019 - NORCECA Champions Cup: Miglior schiacciatore